# Veleroniopsis kimallynae
Veleroniopsis kimallynae är en kräftdjursart som beskrevs av Gore 1981. Veleroniopsis kimallynae ingår i släktet Veleroniopsis och familjen Palaemonidae. Inga underarter finns listade i Catalogue of Life.